# Garajonay Nemzeti Park

A nemzeti park elhelyezkedése La Gomera szigetén

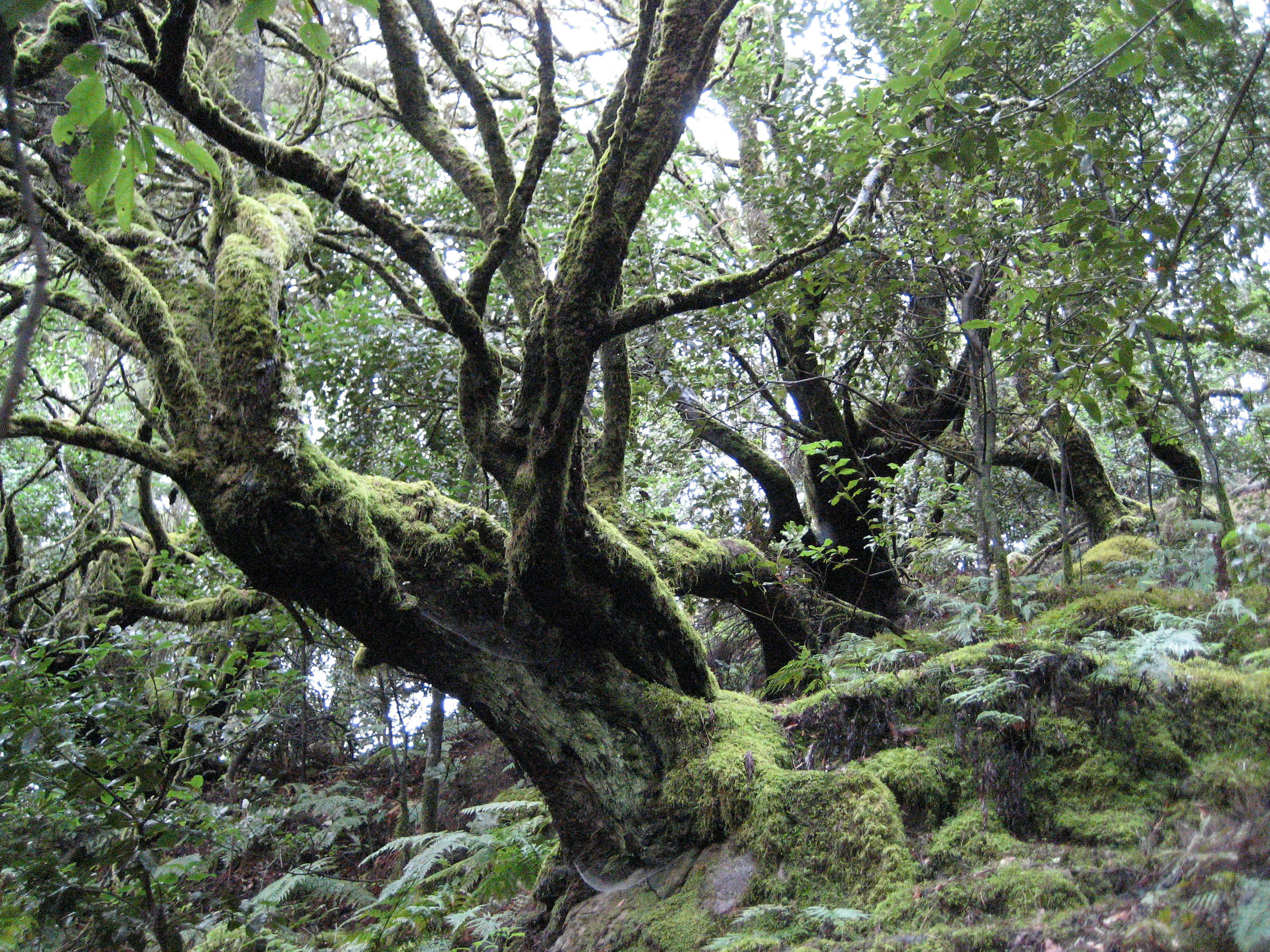
A babérlombú erdő gyepszintjében főleg páfrányok nőnek, moha- és zuzmószintje egyaránt gazdag

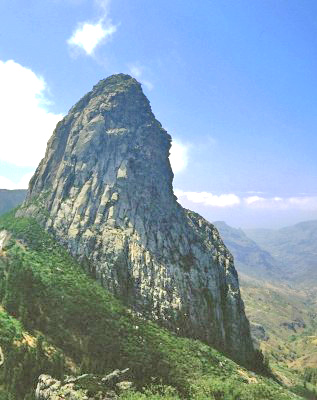
Az Agando-csúcs (bazalttű)

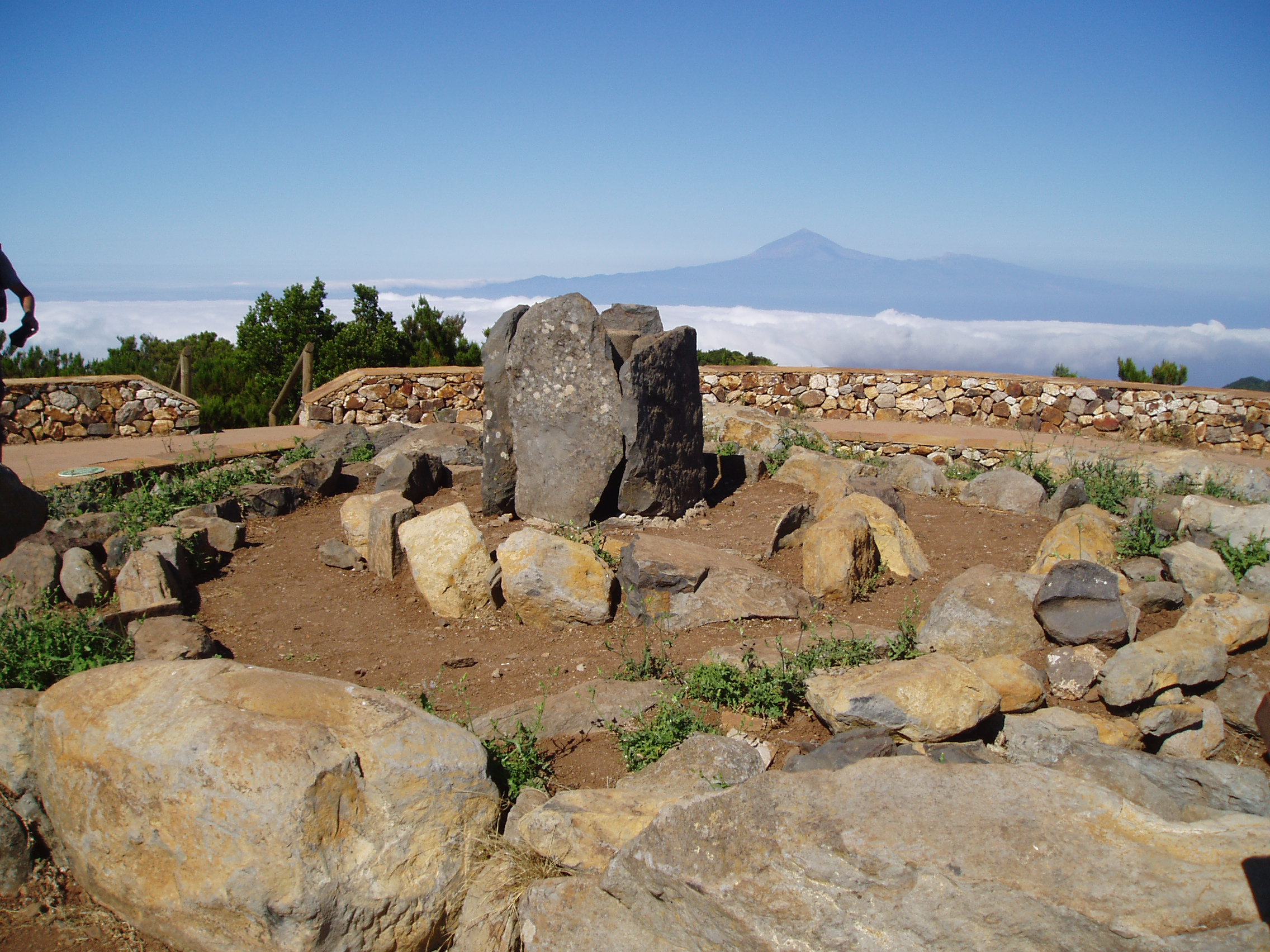
Rekonstruált guancs kegyhely; a háttérben a Tenerife szigetén magasodó Teide tűzhányóval

A Kanári-szigetekhez tartozó La Gomera fő érdekessége a sziget közepén kialakított 40 km²-es, a sziget területének mintegy 10%-át elfoglaló Garajonay Nemzeti Park, a kanári babérlombú erdő legteljesebb bemutató helye. Az erdőben a névadó kanári babér (Laurus novocanariensis) mellett további 400 bennszülött növényfaj él, egyebek közt a kanári fűzfa és a kanári magyal. A mérsékelt égövi esőerdőt 1981-ben nyilvánították természetvédelmi területté, és az UNESCO 1986-ban felvette a világörökség listájára. Nemcsak a szürkefarkú babérgalamb (Columba junoniae) él fái között, de több mint ezer gerinctelen faj is (többségük rovar), és ezek közül mintegy 100 kifejezetten őshonos.

## Elhelyezkedése
A park a San Sebastian, Hermigua, Agulo, Vallehermoso, Valle Gran Rey and Alajero nevű hegyekre és a hegyek közti, erodált, lankás fennsíkra terjed ki; magában foglalja a sziget legmagasabb pontját is (1484 m).
Közúton a sziget valamennyi nagyobb településéről elérhető.

## Nevének eredete
A park nevét egy legendás guancs szerelmespárról, Garáról és Jonayról kapta. Gara La Gomera uralkodójának lánya volt, szerelmese pedig tenerifei. A fiatalok, amikor belátták, hogy családjuk tilalma ellenében nem lehetnek egymáséi, öngyilkosok lettek: a sziget legmagasabb csúcsáról a mélybe vetették magukat.

## Története
Spanyolország 1812-es alkotmánya felszámolta a nemesek kiváltságait, és az állam tulajdonába adta az addig magánkézben volt erdőbirtokokat. Az erdőket közösségi tulajdonná nyilvánította — ekként is szerepelnek La Gomera erdői a spanyol köztulajdonok utolsó, 1879-ben kelt listáján.
A nemzeti parkot 1981-ben alapították; az UNESCO Világörökség listájára 1986-ban vették fel. A szigetlakók továbbra is használhatják a park azon részeit, amelyeken hagyományos ünnepeiket tartják és látogathatják a zarándokhelyeket. A földhasználat egyéb, hagyományos módjait, így a gyűjtögetést és a legeltetést azonban erősen korlátozták.
A genetikai állománymegőrző, növényvédő programot 1984-ben kezdték el, és 1991-ben egészítették ki a veszélyeztetett fajok élőhelyeinek regenerációs tervével.

## Földtani felépítése
La Gomera a Kanári-szigetek vulkanológiailag legnyugodtabb tagja; az egyetlen olyan sziget, amely az emberi történelemben egyetlen, ismert kitörést sem produkált. A terület nagy részén bazalt lávapadok váltakoznak a közéjük települt tufarétegekkel. A domborzat mikroelemeinek jellegzetes képviselői a tufából kipreparálódó kőzettelérek (dyke-ok) és kürtőfáciesek (neckek; ezek közül több külön nevet is kapott, mint pl. a park délkeleti részén magasodó Agando, Ojila, La Zarcilla és Las Lajas).

## Éghajlata
A Makaronéziára általában jellemző meleg mérsékelt éghajlat fontos jellemzője kis napi és ugyancsak kis éves hőingás. A páratartalom nagy; a hegyek gyakran felhőbe burkolóznak. A csapadék nagy része a felhőkből kicsapódó pára; ez az úgynevezett „vízszintes eső”. A déli oldalak rendszerint szárazabbak mint az északiak, a völgyek nedvesebbek, mint a hegyhátak.

## Élővilága
A park területének mintegy 70%-án nő a babérlombú erdő — a Kanári-szigetek babérlombú erdőinek mintegy fele ezen az egy helyen maradt fenn. A sok kis forrás és patak által táplált, buja vegetáció nagyjából olyan, mint amilyen a harmadkorban, a jégkorszak előtt lehetett Dél-Európában. A növényfajok ötöde-negyede, az állatfajok körülbelül fele endemikus.

### Növényzete

#### Növénytársulások
A kanári babérlombú erdő (Laurisilva canaria) társuláscsoport távolról sem egységes; benne számos növénytársulás váltakozik. Ezek fő alakító tényezői:
- a csapadék
- a lejtő iránya és
- a tengerszint fölötti magasság.

A változatos viszonyoknak köszönhetően mintegy kétezer növényfajt írtak le innen. Az endemikus fajok közül némelyek a szigetcsoport más tagjain is nőnek, de vannak olyanok is, amelyek csak e szigeten honosak.
- A legszárazabb részek uralkodó növénytársulása a csarabos fenyér (angolul: dry heath fayal).
- Az északnak futó, nedves völgyek jellemző társulása az ún. völgyvidéki babérlombú erdő — ez egy tipikus szubtrópusi esőerdő. Fölfelé haladva, a napsütés és a szél hatásának mind inkább kitett oldalakon ez egyre fajszegényebbé válik, és fokozatosan
- hegyvidéki babérlombú erdővé (Laurisilva de ladera) alakul át.

### Állatvilága
A szigeten kígyók egyáltalán nem élnek; az emlősöket négy denevérfaj képviseli. A parkban észlelt 27 madárfajból kettő:
- szürke farkú babérgalamb (Columba junoniae)
- szürke fejű babérgalamb (Columba bollii)

a Kanári-szigeteken endemikus. A parkban eddig leírt 960 gerinctelen fajból körülbelül 100 bennszülött.

## Galéria

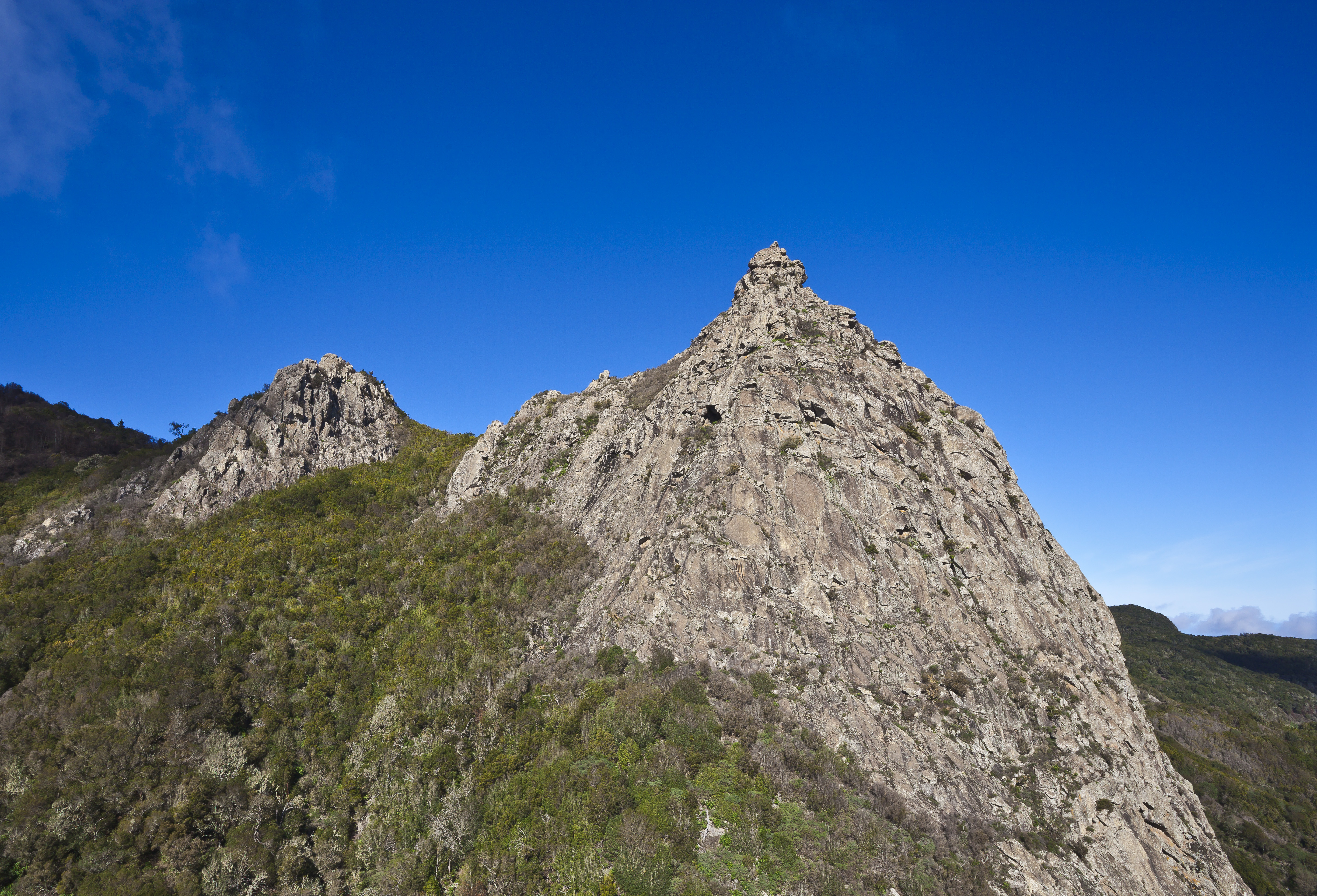
Csarabos fenyér a bazalttűk oldalán
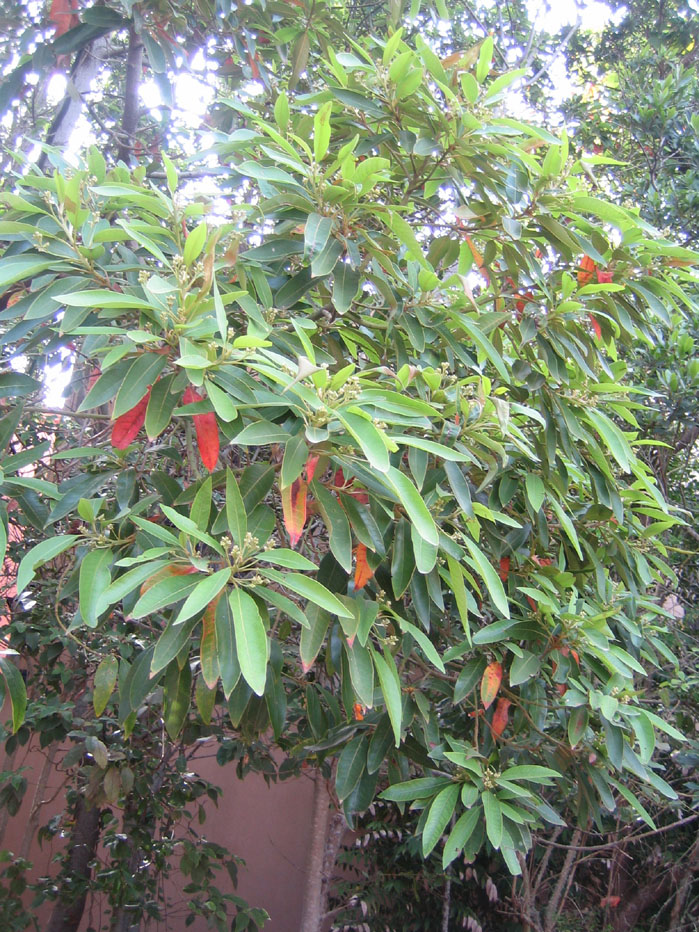
Persea indica
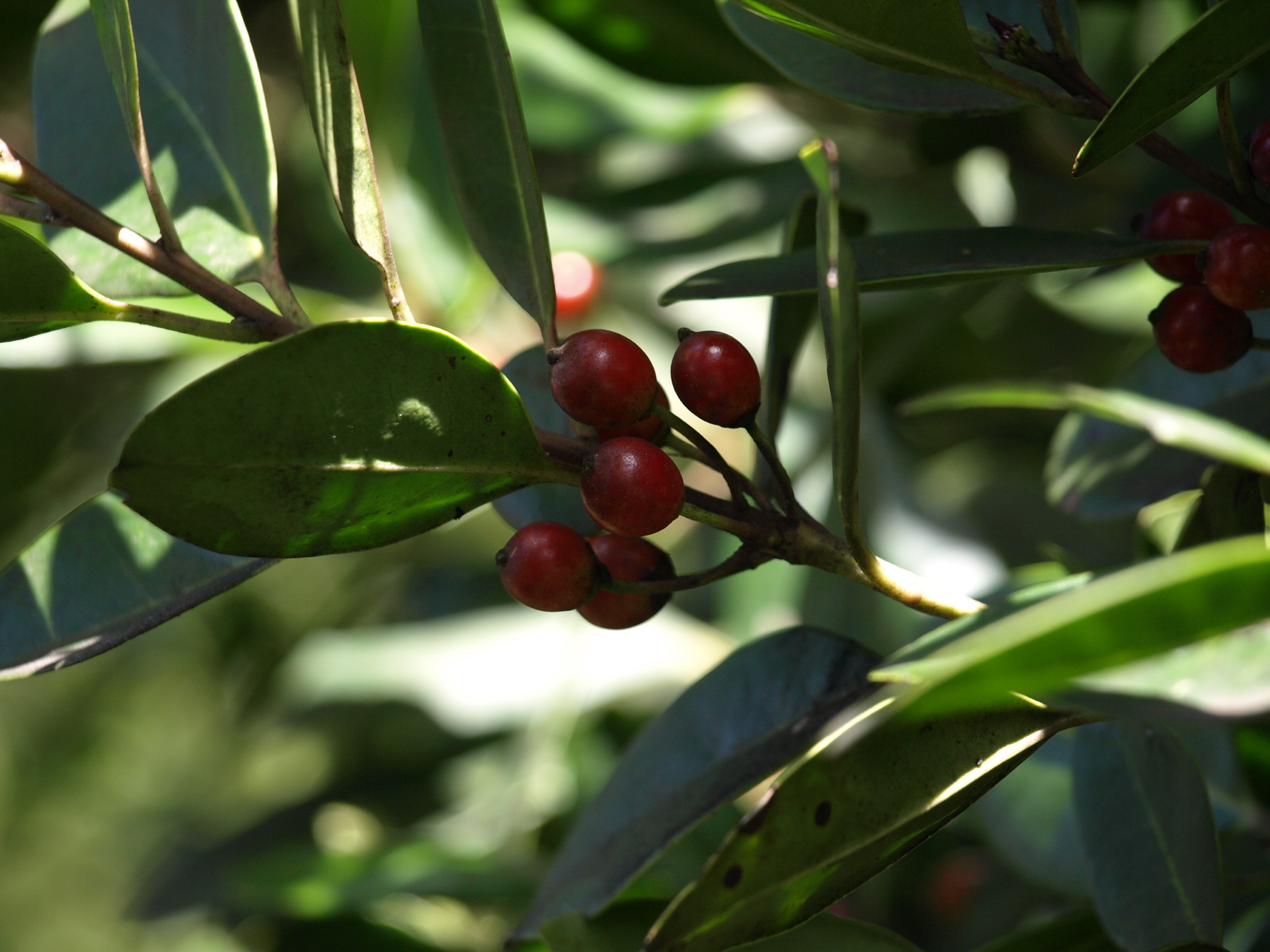
Kanári magyal (Ilex canariensis) terméses ága
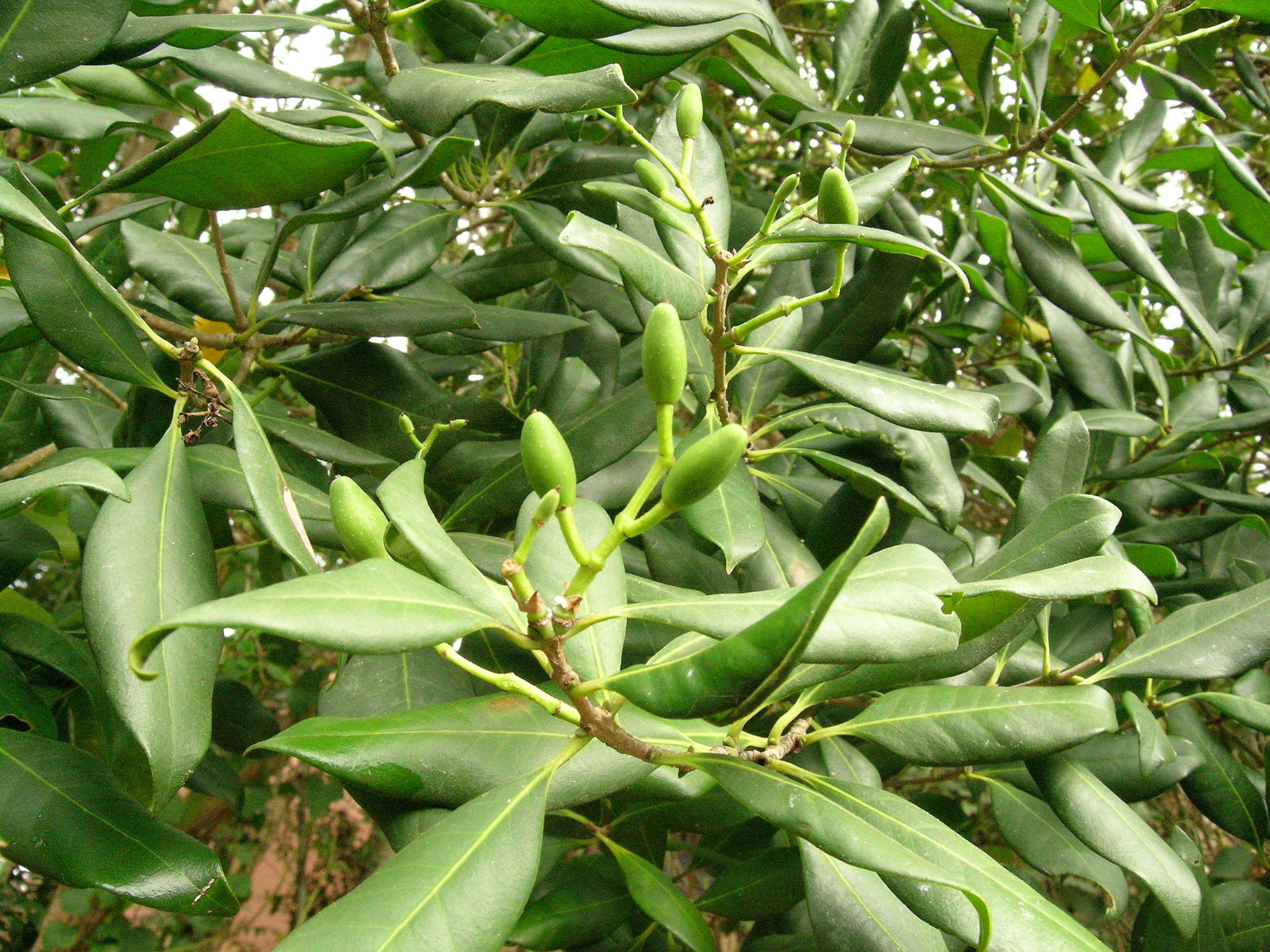
Picconia excelsa
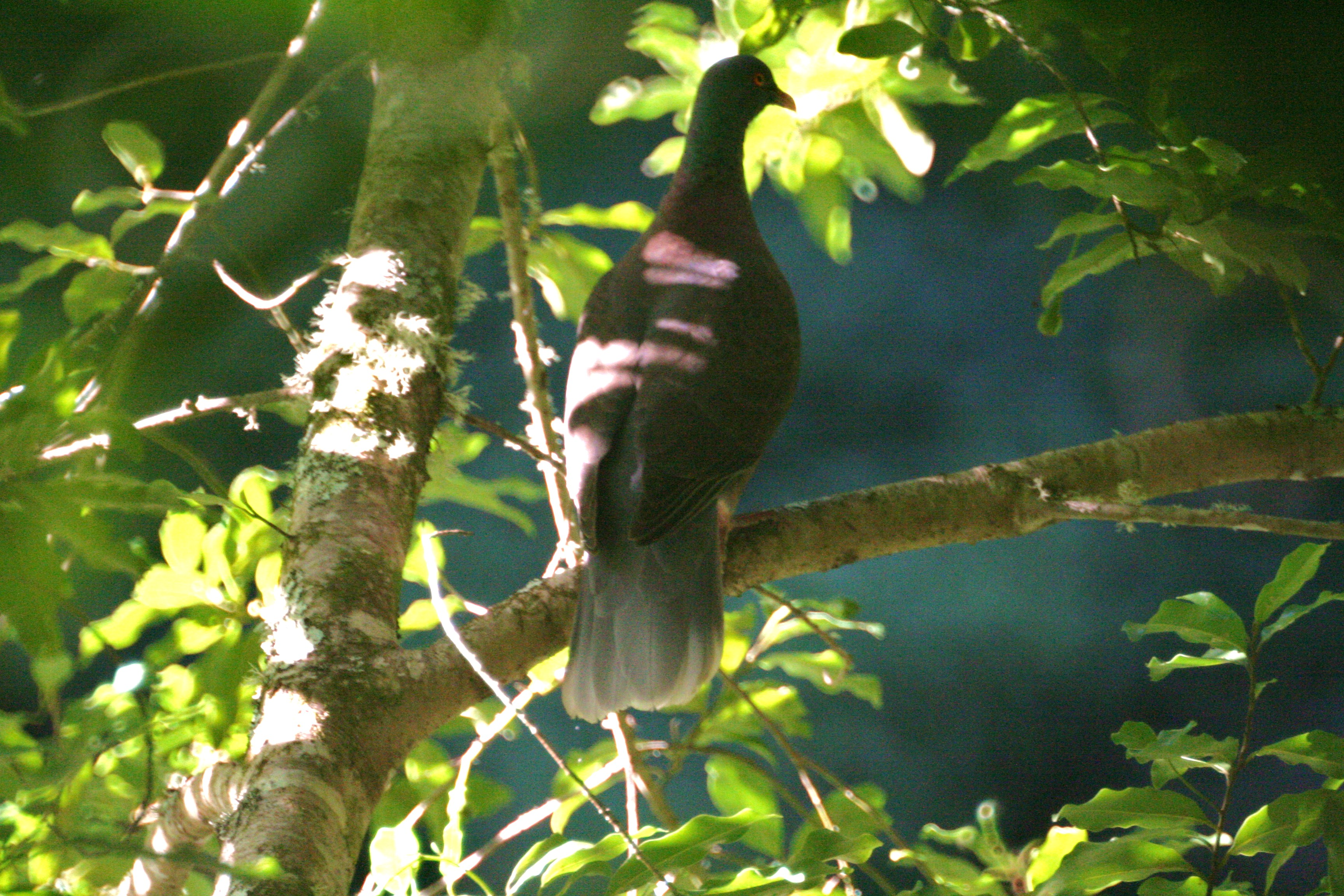
Szürke farkú babérgalamb (Columba junoniae)
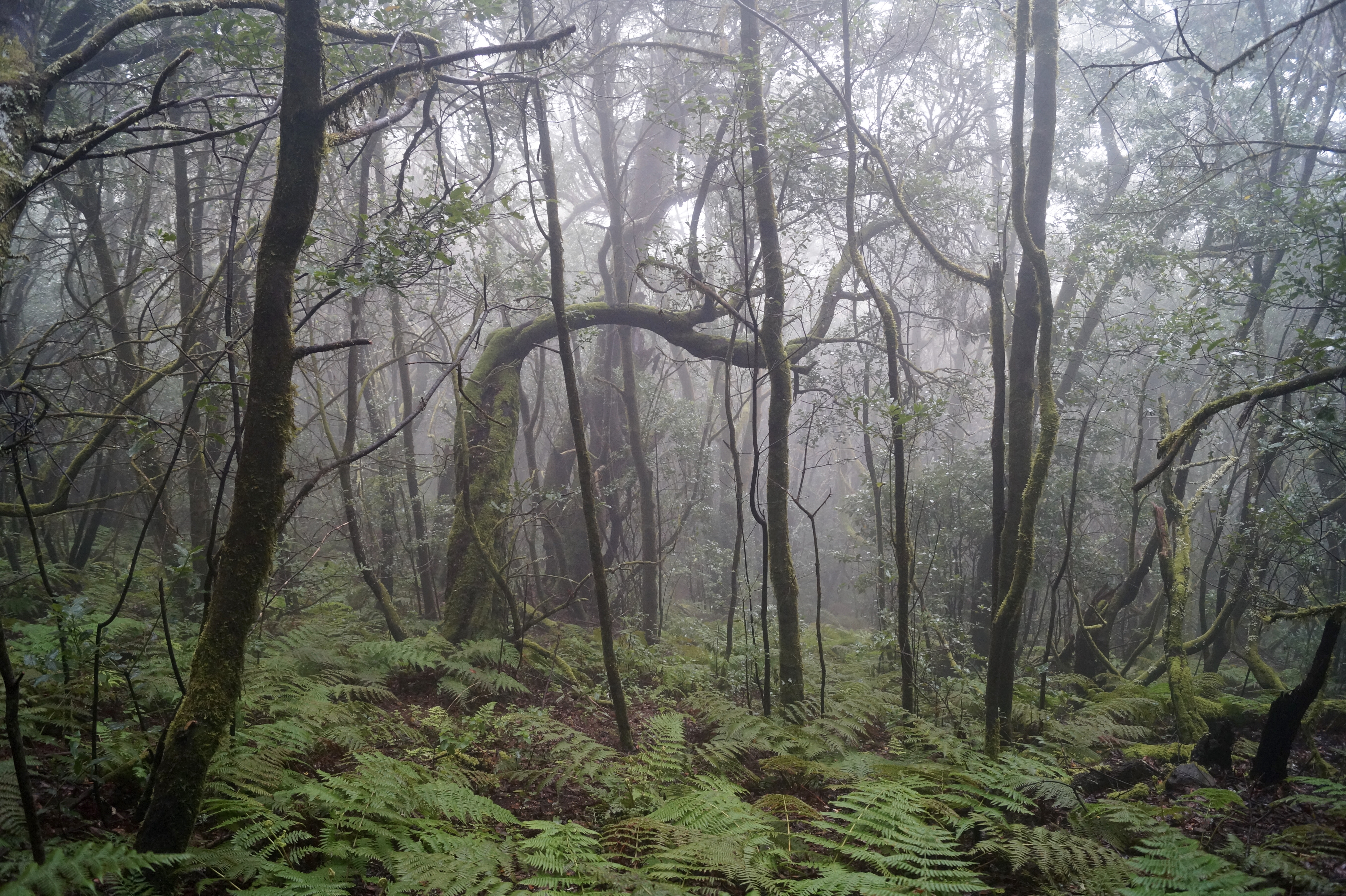
Erdőkép
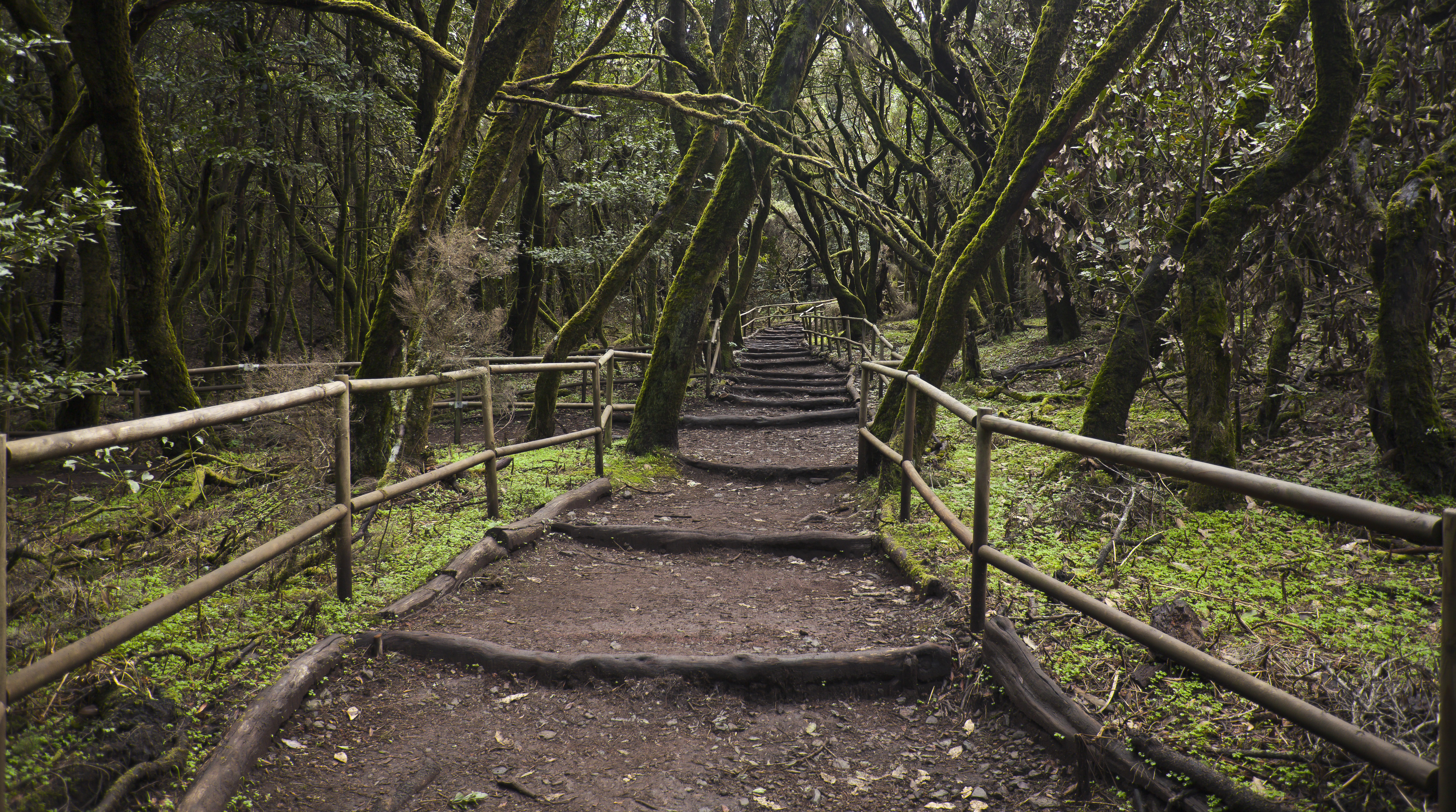
Turistaút a babérlombú erdőben
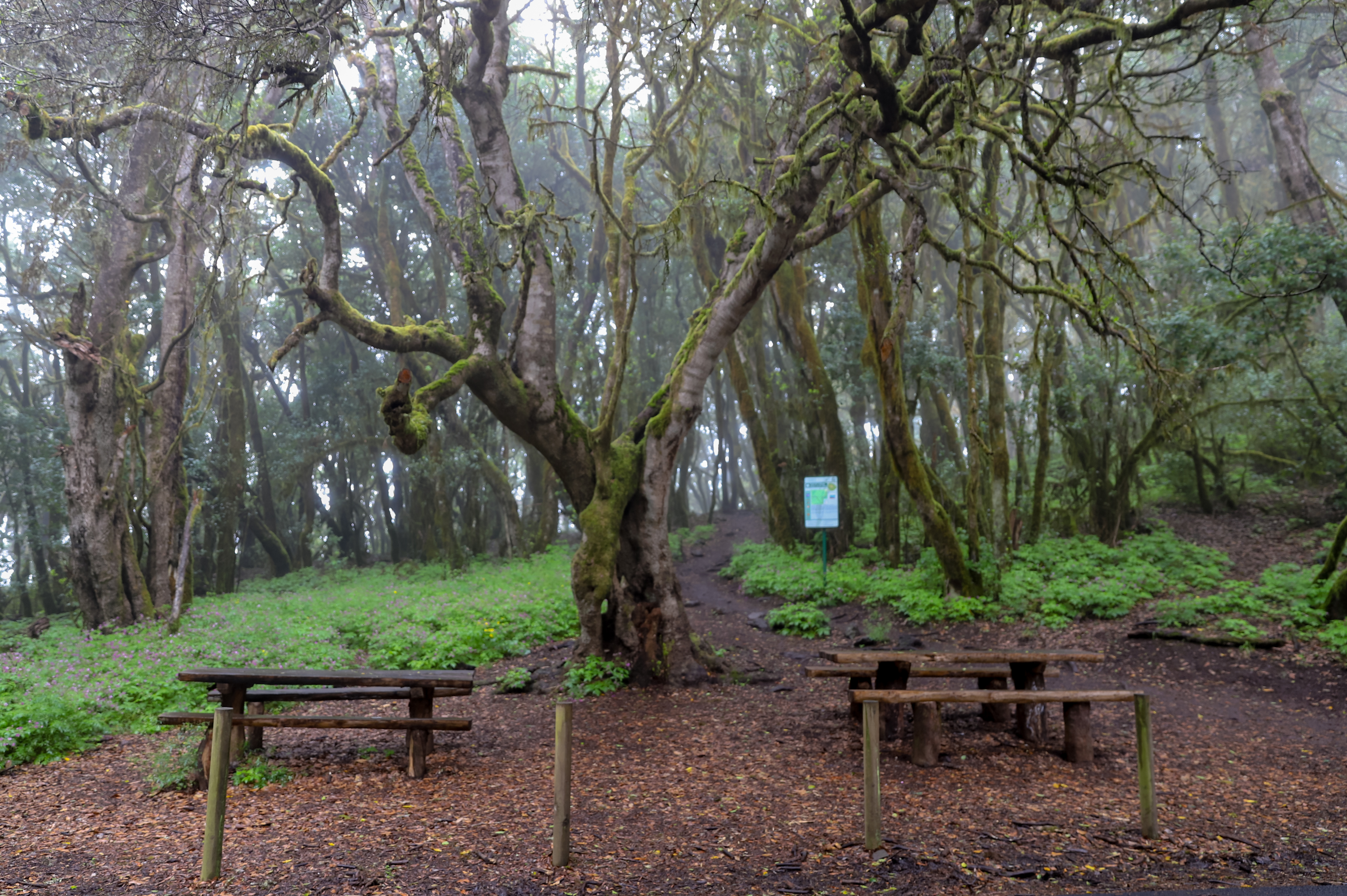
Pihenőhely a parkban